# Иващенко, Елена Викторовна
Еле́на Ви́кторовна Ива́щенко (ранее носившая фамилию — Шлейзе; 28 декабря 1984, Омск — 15 июня 2013, Тюмень) — российская спортсменка, четырёхкратная чемпионка Европы и трёхкратная призёрка чемпионатов мира по дзюдо, мастер спорта международного класса по дзюдо и самбо, мастер спорта по лёгкой атлетике (толкание ядра).

## Биография
Родилась 28 декабря 1984 года в Омске. До прихода в единоборства пробовала свои силы в лёгкой атлетике (толкание ядра, регби, баскетбол). На чемпионате мира среди юношей и девушек 2001 года заняла 4-е место в толкании ядра, показав результат 15,02 м. Самбо и дзюдо начала заниматься в 17 лет. Личными тренерами спортсменки были Виктор Иващенко (ставший приёмным отцом Елены) и Татьяна Ивашина.
Выступала в весовой категории свыше 78 кг.
Чемпионка мира по самбо (2002 год, Сербия).
Чемпионка России по дзюдо (2005 год).
Четырёхкратная чемпионка Европы по дзюдо (2007, 2009, 2011, 2012 гг.).
Олимпийские игры 2012 года в Лондоне стали первыми в карьере Иващенко. В категории свыше 78 кг Елена стартовала со второго раунда, где победила Мелиссу Мохику из Пуэрто-Рико. В 1/4 финала россиянка уступила будущей олимпийской чемпионке 22-летней кубинке Идалис Ортис. Спортивный директор Федерации дзюдо России Анатолий Ларюков отметил технические ошибки и не лучшую функциональную готовность Елены в схватке с Ортис. В утешительном раунде Иващенко уступила 21-летней украинке Ирине Киндзерской и не сумела побороться за бронзовую награду. Позже выяснилось, что Елена выступала на играх с больными коленями.

### Смерть
15 июня 2013 года в Тюмени покончила жизнь самоубийством, выбросившись с балкона 15-го этажа жилого дома.
Оставила записку, в которой, как сообщалось первоначально, просила никого в своей смерти не винить. Однако позже была обнародована предсмертная записка Иващенко (выполненная на страницах её паспорта), содержащая фразу: «Я ни к кому претензий не имею, кроме Юрлова В. А.» (В. А. Юрлов — руководитель Центра олимпийской подготовки «Тюмень-дзюдо»); также записка содержала следующий текст: «К Вале претензий не имею. Я её Love, как никого».
Следственным комитетом России по факту самоубийства дзюдоистки проводилась проверка, рассматривался вопрос о возбуждении уголовного дела по статье о доведении до самоубийства.
Возможная причина суицида — депрессия, вызванная как неудачами спортсменки на последней Олимпиаде, так и проблемами в личной жизни (сообщается, в частности, о расстроившейся свадьбе дзюдоистки) и со здоровьем. Однако часть лиц как из окружения спортсменки, так и из представителей Интернет-общественности сомневались в официальной версии о суициде, полагая, что Иващенко была убита (при этом обсуждается тот факт, что в день гибели у спортсменки странным образом пропала сумка с вещами, а также упоминание в записке некоей Валентины, о которой практически никто из родных и знакомых дзюдоистки ничего не знал).
Тренер Елены Иващенко, Виктор Иващенко, ещё в 2002 г. опасался за карьеру и здоровье спортсменки: «Федерация находит выход из сложившейся ситуации в форсированной подготовке Шлейзе. Но я опасаюсь за здоровье спортсменки. Все специалисты предсказывают Елене очень большое будущее при двух условиях: если она будет работать и если её раньше времени не травмируют, не загонят».
Другой личный тренер Елены Иващенко, Татьяна Ивашина, среди возможных причин случившегося назвала проблемы с любимым человеком, проблемы в работе, внутренние противоречия и эмоциональную перегрузку Иващенко в связи с её спортивной карьерой.
24 июля 2013 года Следственное управление СК России по Тюменской области официально объявило о результатах проверки по факту гибели Иващенко: причиной гибели послужило самоубийство, вызванное личными мотивами. Данных, свидетельствующих о доведении до самоубийства, как и данных, свидетельствующих о насильственном характере смерти, добыто не было. Похоронена в посёлке Большекулачье Омского района.